# Serdar Keskin
Serdar Keskin (* 1. April 1984 in Köln) ist ein deutsch-türkischer  Schauspieler und Filmemacher.

## Biografie
Serdar Keskin ist Sohn einer türkischen Einwandererfamilie. Schon mit jungen Jahren begann er mit Martial arts und qualifizierte sich für die deutschen Meisterschaften im Kickboxen.
Den ersten Kontakt zur Schauspielerei bekam er durch Theaterstücke während seiner Schulzeit. Auch nach dem Beginn seines Studiums der Sportwissenschaften trat er weiter in verschiedenen Theaterstücken auf.
Sein erstes Kinodebüt gab er mit dem belgischen Film The Flemisch Vampire (2006). Neben dem Theater spielte er in einigen TV-Serien, Kurzfilmen und Werbespots sowohl in türkischer als auch in flämischer Sprache, und wirkte unter anderem als Co-Produzent für den Film Coma. 2010 hatte er einen Gastauftritt in der bekannten belgischen Serie Familie.
Im Film Genadeloos (2011), der beim Ostend Film Festival ausgestrahlt wurde, spielte er den Charakter Soner.
2013 erhielt Serdar Keskin den Gümüş At (Silver Horse) in der Kategorie Best Young Talent, bei den 3. internationalen Gümüş At Preisverleihungen.

## Auszeichnungen
- 2013: Gümüş At (Silver Horse) – Best Young Talent